# Carmen König-Rothemund
Carmen König-Rothemund (* 25. September 1948 in München) ist eine deutsche Politikerin (SPD). Von 2003 bis 2008 war sie Richterin am Bayerischen Verfassungsgerichtshof.

## Werdegang
König wuchs in München auf und machte das Abitur im sozialwissenschaftlichen Zweig des Sophie-Scholl-Gymnasiums. Sie studierte Volkswirtschaft und Rechtswissenschaft an der Ludwig-Maximilians-Universität in München und legte das Zweite juristische Staatsexamen ab.
Sie ist als Rechtsanwältin und Fachanwältin für Familienrecht in tätig.
1966 wurde König Mitglied der SPD. Dort war sie von 1971 bis 1974 Vorsitzende der Jungsozialisten im Bezirk Südbayern. Von 1987 bis 1990 war sie stellvertretende Vorsitzende des SPD-Bezirks Südbayern. Von 1978 bis 1994 war sie Mitglied im Bayerischen Landtag.
Seit 1988 ist sie Vorsitzende des Vereins „Bayerischen Seminar für Politik“  und seit 20. Oktober 2010 Vorsitzende der Georg-von-Vollmar-Akademie. Am 27. Januar 2019 wurde ihr, auf dem Parteitag der BayernSPD in Nürnberg, mit der Georg-von-Vollmar-Medaille die höchste Auszeichnung der Partei verliehen. Die Georg-von-Vollmar-Akademie hat ihren Sitz im Schloss Aspenstein bei Kochel. Durch die Corona-Pandemie ist der Fortbestand gefährdet. König-Rothemund setzt sich für den Fortbestand ein.
Von 2003 bis 2008 war sie ehrenamtliche Richterin am Bayerischen Verfassungsgerichtshof.